# Sef Imkamp

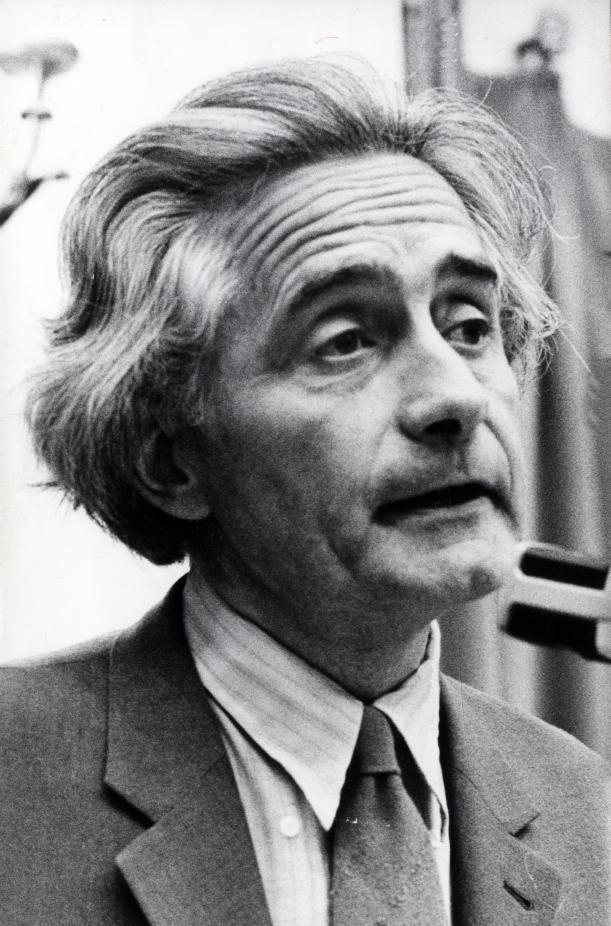
Sef Imkamp (1973)

Maria Joseph Jacobus Antonius „Sef“ Imkamp (* 10. März 1925 in Beek, Provinz Limburg; † 2. Juli 2013 in Den Haag, Provinz Zuid-Holland) war ein niederländischer Verwaltungsjurist und Politiker der Democraten 66, der unter anderem fast zehn Jahre Mitglied der Zweiten Kammer der Generalstaaten war.

## Leben
Imkamp begann nach dem Besuch eines Gymnasiums ein Studium der Rechtswissenschaften an der Katholieke Universiteit Nijmegen (KUN), das er am 4. Juli 1952 cum laude abschloss. Während seiner darauf folgenden Tätigkeit in einem Notariat schloss er am 24. Oktober 1958 seine Promotion zum Dr. jur. an der KUN mit einer Dissertation zum Thema Prijsdiscriminatie in Amerika en in het E.G.K.S.-verdrag ab. Zu seinen Kommilitonen gehörte der spätere Außen- und Verteidigungsminister Hans van Mierlo.
Im Anschluss war er zunächst als Notaranwärter in Den Haag tätig, wechselte dann aber 1959 als Beamter zur Europäischen Atomgemeinschaft (EURATOM), für die er bis 1963 tätig war. Danach war er zwischen 1963 und 1965 Beamter in der Abteilung für internationalen Zahlungsverkehr des Finanzministeriums (Ministerie van Financiën), ehe er von Juli 1965 bis Februar 1967 als Leitender Beamter in der Hauptabteilung für Volksgesundheit des Ministeriums für soziale Angelegenheiten und Volksgesundheit (Ministerie van Sociale Zaken en Volksgezondheid) tätig war.
Am 23. Februar 1967 wurde Imkamp als Kandidat der Democraten 66 zum Mitglied der Zweiten Kammer der Generalstaaten gewählt und gehörte dem Parlament bis zum 7. Dezember 1972 an. Am 28. Mai 1973 wurde er erneut Mitglied der Zweiten Kammer der Generalstaaten und vertrat die Interessen seiner Partei nunmehr bis zum 8. Juni 1977.